# Cornucopina lata
Cornucopina lata är en mossdjursart som först beskrevs av Arnold Girard Kluge 1914.  Cornucopina lata ingår i släktet Cornucopina och familjen Bugulidae. Inga underarter finns listade i Catalogue of Life.